# Flairjet
FlairJet – angielska biznesowa linia lotnicza z siedzibą w Oksfordzie. Głównym hubem jest Port lotniczy Londyn-Oksford. Linia operuje samolotami typu Cessna Citation, Beechcraft King Air 350, Embraer Phenom 100 oraz Embraer Phenom 300.
Linia lotnicza została założona w 2009 przez dyrektora naczelnego i byłego pilota linii lotniczych Davida Fletchera.